# Helmsley
Helmsley è un paese di 1 515 abitanti della contea del North Yorkshire, in Inghilterra.